# Борисоглебский городской округ
Борисогле́бский городско́й о́круг — административно-территориальная единица и муниципальное образование в статусе городского округа в составе Воронежской области России.
Административный центр — город Борисоглебск.

## География
Расположен на северо-востоке области. Площадь городского округа составляет 1371 км².

## История
15 октября 2004 года муниципальное образование город Борисоглебск-район было преобразовано в городской округ, 2 июня 2005 года было утверждено наименование Борисоглебский городской округ. Борисоглебск-район как административная единица, образованная в 1996 году в результате преобразования Борисоглебского района, был переименован в Борисоглебский городской округ в 2006 году.
В ОКАТО это преобразование не отражено: выделяются как независимые единицы город областного подчинения Борисоглебск и Борисоглебский район, точно так же выделялись и во Всероссийской переписи населения 2002 года. Во Всероссийской переписи населения 2010 года Борисоглебский городской округ как административно-территориальная единица отмечен. В автоматизированном государственном каталоге географических названий: город областного подчинения Борисоглебск с подчинёнными населёнными пунктами.
Наименование Борисоглебский район на практике используется и в наше время (причём город включается в административный район), в том числе в официальных документах, также встречается одновременное использование наименований Борисоглебский район и Борисоглебск город-район.

## Население
| 1939    | 1970    | 1979    | 1989    | 2002    | 2009    | 2010    |
| ------- | ------- | ------- | ------- | ------- | ------- | ------- |
| 45 639  | ↗48 217 | ↘17 958 | ↘14 928 | ↘13 880 | ↗76 262 | ↗78 721 |
| 2011    | 2012    | 2013    | 2014    | 2015    | 2016    | 2017    |
| ↘78 624 | ↘77 881 | ↘77 120 | ↘76 112 | ↘75 437 | ↘74 768 | ↘74 154 |
| 2018    | 2019    | 2020    | 2021    | 2025    |         |         |
| ↘73 111 | ↘72 040 | ↘70 900 | ↘70 407 | ↘66 685 |         |         |

По итогам переписи населения 2020 года проживали следующие национальности (национальности менее 0,1 % и другое, см. в сноске к строке «Другие»):
| Национальность | Численность, чел. | Доля     |
| -------------- | ----------------- | -------- |
| Русские        | 64 026            | 90,94 %  |
| Цыгане         | 378               | 0,54 %   |
| Таджики        | 269               | 0,38 %   |
| Украинцы       | 182               | 0,26 %   |
| Азербайджанцы  | 117               | 0,17 %   |
| Армяне         | 104               | 0,15 %   |
| Другие         | 5331              | 7,56 %   |
| Итого          | 70 407            | 100,00 % |

## Населённые пункты
В состав территории Борисоглебского городского округа входят 25 населённых пунктов, в том числе 1 город (Борисоглебск) и 24 сельских населённых пункта.
| №  | Населённый пункт   | Тип населённого пункта | Население |
| -- | ------------------ | ---------------------- | --------- |
| 1  | Борисоглебск       | город                  | ↘57 682   |
| 2  | Богана             | село                   | 1250      |
| 3  | Горелка            | село                   | ↘390      |
| 4  | Губари             | село                   | ↘1028     |
| 5  | Звегинцево         | посёлок                | 13        |
| 6  | Ивановка           | посёлок                | 9         |
| 7  | Калинино           | посёлок                | 132       |
| 8  | Калинино           | село                   | ↘628      |
| 9  | Макашевка          | село                   | ↘1084     |
| 10 | Махровка           | село                   | 541       |
| 11 | Мировой Октябрь    | посёлок                | 154       |
| 12 | Миролюбие          | посёлок                | 568       |
| 13 | Нововоскресеновка  | село                   | 41        |
| 14 | Петровское         | село                   | ↘1022     |
| 15 | Подстёпки          | посёлок                | 47        |
| 16 | Ростань            | посёлок                | 0         |
| 17 | Селома             | деревня                | 17        |
| 18 | Старовоскресеновка | село                   | 419       |
| 19 | Танцырей           | село                   | ↘1232     |
| 20 | Третьяки           | село                   | ↘1253     |
| 21 | Тюковка            | село                   | ↘404      |
| 22 | Ульяновка          | село                   | ↗664      |
| 23 | Чибизовка          | посёлок                | 86        |
| 24 | Чигорак            | село                   | 2154      |
| 25 | Чуриловка          | посёлок                | 0         |

## Экономика
- ОАО «БКМЗ» (Борисоглебский котельно-механический завод)
- ОАО «Завод котельного оборудования и отопительных систем БКМЗ»
- ООО «Европлэкс» (экструдированный пенополистирол)
- ОАО «Чугунолитейный завод БКМЗ»
- ООО «Борисоглебский мясоконсервный комбинат»
- АО «Борхиммаш»
- ООО «Рос-Тепло»
- ООО "ГлавМясПром"
- ОАО "711 АРЗ" (Авиационный ремонтный завод)
- ООО «БДРСУ № 2» (Борисоглебское дорожно-ремонтное строительное управление № 2)

## Известные люди
На территории городского округа родились:
- Казьмин, Петр Михайлович (1892—1964) — фольклорист, художественный руководитель хора, народный артист СССР (1961).
- Шатилов, Иван Семёнович (1917—2007) — советский и российский учëный в области сельского хозяйства, естествоиспытатель, педагог, доктор сельскохозяйственных наук, профессор, академик Российской академии сельскохозяйственных наук. Герой Социалистического Труда.